# Glossite romboidal mediana
A Glossite romboidal mediana é uma infecção da parte média do dorso lingual pelo fungo candida albicans.
O aspecto clínico da lesão é de uma área de eritema na linha média do dorso lingual, anterior às papilas circumvaladas onde é possível observar a perda total das papilas filiformes na área afetada pela lesão.
No passado, esta patologia era considerada como uma anomalia genética relacionada com a permanência de uma estrutura embrionária da língua, conhecida como tubérculo ímpar.

## Tratamento
O tratamento geralmente preconizado é o bochecho com nistatina tópica (suspensão) por no mínimo 10 dias.